# Josef Tannheimer
Josef Tannheimer (* 12. Oktober 1913; † 20. September 2002) war ein Schweizer Goldschmied, Künstler und Kalligraph in St. Gallen.
In seiner Werkstatt am Gallusplatz in St. Gallen entstanden diverse Kunstwerke. Nach seinen Entwürfen werden seit 1948 die Schweizer Ein- und Zweiräppler geprägt. Bekannt wurde Josef Tannheimer durch die «Quellenbüchlein», die über Jahre im Quellen-Verlag in St. Gallen herausgegeben wurden. Josef Tannheimer gestaltete die Texte und in monastischer Tradition Zeichnungen und Initialen. Tannheimer betätigte sich politisch als Mitglied des St. Galler Stadtparlaments.